# Kooperativa Förbundet
Kooperativa Förbundet (KF) er et svensk forbund af brugsforeninger som blev etableret 5. september 1899 på initiativ af Gerhard Halfred von Koch og Axel Rylander. Der deltager  28 brugsforeninger i Sverige, som tilsammen har ca. 3,8 mio. medlemmer. Coop i Sverige er organiseret i igennem Kooperativa Förbundet og omfatter Coop markedsførte virksomheder som Coop Sverige, Coop Halland, Coop Butiker & Stormarknader samt Medmera Bank.